# 276 a. C.
El ano276 a. C. fue un año del calendario romano prejuliano. En el Imperio romano se conocía como el año 478 ab urbe condita.

## Acontecimientos
- Consulados de Quinto Fabio Máximo Gurges, cos. II, y Cayo Genucio Clepsina en la Antigua Roma.[1]
- Pirro negocia con los cartagineses para acabar la lucha entre ellos en Sicilia. Los cartagineses se inclinan por llegar a un acuerdo con Pirro, pero él exige que Cartago abandone toda Sicilia y hace hacer que el mar de Libia sea la frontera entre Cartago y los griegos. Mientras tanto, él empieza a mostrar un comportamiento despótico hacia los griegos sicilianos y pronto la opinión siciliana se vuelve contra él. Por lo tanto, temiendo que sus éxitos en Sicilia le llevaran a convertirse en el déspota de su país, los siracusanos piden a Pirro que abandone Sicilia. Así lo hace, y regresa al continente italiano.

## Nacimientos
- Eratóstenes, matemático y astrónomo griego.